# Chordodes
Genre
Chordodes est un genre de nématomorphes de la famille des Chordodidae.

## Liste des espèces
Selon GBIF (23 avril 2024) :
- Chordodes aelianus (Camerano, 1894)
- Chordodes aethiopicus Inoue, 1974
- Chordodes africanus Sciacchitano, 1933
- Chordodes albibarbatus Montgomery, 1898
- Chordodes alticuspis De Villalobos, Zanca & Yanez, 2009
- Chordodes amboinensis Sciacchitano, 1962
- Chordodes ambonensis Sciacchitano, 1962
- Chordodes annandalei Camerano, 1908
- Chordodes annulatus (Linstow, 1906)
- Chordodes anthophorus Kirjanova, 1950
- Chordodes aquaeductus Kirjanova, 1950
- Chordodes auranthiacus Linstow, 1906
- Chordodes balzani Camerano, 1896
- Chordodes baramensis Römer, 1895
- Chordodes betularius Linstow, 1904
- Chordodes bipilus Kirjanova, 1957
- Chordodes boulengerii Camerano, 1912
- Chordodes bouvieri (Villot, 1874)
- Chordodes brasiliensis Janda, 1893
- Chordodes brevipilus Schmidt-Rhaesa, 2002
- Chordodes bukavuensis Sciacchitano, 1958
- Chordodes caledoniensis (Villot, 1874)
- Chordodes cameranonis Montgomery, 1900
- Chordodes capensis Camerano, 1895
- Chordodes capillatus Linstow, 1901
- Chordodes carioca Carvalho & Feio, 1950
- Chordodes carmelitanus Carvalho & Feio, 1950
- Chordodes clavatus Linstow, 1906
- Chordodes colchis Kintsurashvili & Schmidt-Rhaesa, 2017
- Chordodes combiareolatus Schmidt-Rhaesa, Limatemjen & Yadav, 2015
- Chordodes compactus Schmidt-Rhaesa & Brune, 2008
- Chordodes compressus Römer, 1895
- Chordodes congolensis Sciacchitano, 1933
- Chordodes corderoi Carvalho, 1946
- Chordodes cornuta De Villalobos & Camino, 1999
- Chordodes cubanensis Montgomery, 1898
- Chordodes curvicillatus Kirjanova & Spiridonov, 1989
- Chordodes defilippii (Rosa, 1881)
- Chordodes delmae Villalobos, 1995
- Chordodes devius Kirjanova, 1950
- Chordodes digitatus Linstow, 1901
- Chordodes ecuadoriensis De Villalobos, Zanca & Yanez, 2009
- Chordodes ecuatoriensis
- Chordodes ferganensis Kirjanova & Spiridonov, 1989
- Chordodes ferox Camerano, 1897
- Chordodes festae Camerano, 1897
- Chordodes formosanus Chiu, Huang, Wu & Shiao, 2011
- Chordodes fukuii Inoue, 1951
- Chordodes furnessi Montgomery, 1898
- Chordodes gariazi Camerano, 1902
- Chordodes gestri Camerano, 1904
- Chordodes guineensis Spiridonov, 2001
- Chordodes hamatus Römer, 1895
- Chordodes hawkeri Camerano, 1902
- Chordodes heinzei Sciacchitano, 1937
- Chordodes ibembensis Sciacchitano, 1958
- Chordodes ikelensis Sciacchitano, 1961
- Chordodes insidiator Camerano, 1899
- Chordodes iturensis Sciacchitano, 1958
- Chordodes jandae Camerano, 1895
- Chordodes janovyi Bolek, Schmidt-Rhaesa, Hanelt & Richardson, 2010
- Chordodes japonensis Inoue, 1951
- Chordodes jelkae Schmidt-Rhaesa, 2016
- Chordodes kakandensis Sciacchitano, 1958
- Chordodes kallstenii Jägerskiöld, 1897
- Chordodes kenyaensis Bolek, Szmygiel, Kubat, Schmidt-Rhaesa & Hanelt, 2013
- Chordodes kivuensis Sciacchitano, 1958
- Chordodes kolensis Sciacchitano, 1933
- Chordodes koreensis Baek, 1993
- Chordodes koreensis Linstow, 1906
- Chordodes lasuboni
- Chordodes lefeburi (Sciacchitano, 1937)
- Chordodes lenti Carvalho, 1944
- Chordodes ligasiensis Sciacchitano, 1933
- Chordodes liguligerus Römer, 1895
- Chordodes lotus De Miralles & De Villalobos, 1997
- Chordodes maculatus Sciacchitano, 1958
- Chordodes madagascariensis (Camerano, 1893)
- Chordodes matensis De Villalobos & De Miralles, 1997
- Chordodes mizoramensis Schmidt-Rhaesa & Lalramliana, 2011
- Chordodes mobensis Sciacchitano, 1958
- Chordodes modiglianii (Camerano, 1892)
- Chordodes montgomeryi Camerano, 1901
- Chordodes moraisi (Carvalho, 1942)
- Chordodes morgani Montgomery, 1898
- Chordodes moutoni Camerano, 1895
- Chordodes muelleri Sciacchitano, 1937
- Chordodes nobilii Camerano, 1901
- Chordodes ornatus (Grenacher, 1868)
- Chordodes oscillatus Kirjanova, 1953
- Chordodes parasitus Creplin, 1847
- Chordodes penicilatus Camerano, 1895
- Chordodes peraccae (Camerano, 1894)
- Chordodes pilosus Möbius, 1855
- Chordodes pollonerae Camerano, 1912
- Chordodes polycoronatus Schmidt-Rhaesa & Brune, 2008
- Chordodes polytuberculatus Schmidt-Rhaesa & Menzel, 2005
- Chordodes puncticulatus Camerano, 1895
- Chordodes queenslandi Schmidt-Rhaesa, 2002
- Chordodes rigatus Sciacchitano, 1937
- Chordodes ruandensis Sciacchitano, 1937
- Chordodes ruginosus De Villalobos, Zanca & Yanez, 2009
- Chordodes sajanensis Spiridonov, 2000
- Chordodes sandoensis Sciacchitano, 1937
- Chordodes schoutedeni Sciacchitano, 1933
- Chordodes shipleyi Camerano, 1899
- Chordodes siamensis Camerano, 1903
- Chordodes silvestri Camerano, 1895
- Chordodes skorikovi Camerano, 1903
- Chordodes skoritowi Camerano, 1903
- Chordodes spec Camerano, 1901
- Chordodes spec Miralles
- Chordodes staviarskii Carvalho & Feio, 1950
- Chordodes tenodarae Kirjanova, 1957
- Chordodes tenoderae Kirjanova, 1957
- Chordodes timorensis Camerano, 1895
- Chordodes tjorvenae
- Chordodes tubeculatus Linstow, 1901
- Chordodes tuberculatus (Villot, 1874)
- Chordodes undulatus Linstow, 1906
- Chordodes variopapillatus Römer, 1895
- Chordodes villalobi Schmidt-Rhaesa & Brune, 2008
- Chordodes wangi Wu & Tang, 1933
- Chordodes yoyeuxi Dorier, 1935

## Classification
Le nom valide complet (avec auteur) de ce taxon est Chordodes Creplin (d), 1847.